# Galium kitaibelianum
Gaillet de Kitaibel
Espèce
Classification phylogénétique
Galium kitaibelianum (le gaillet de Kitaibel) est une espèce de plantes herbacées appartenant au genre Galium et à la famille des Rubiacées.